# 小南川站
小南川站位于中国青海省海西州格爾木市郭勒木德镇、小南川和野牛沟（奈齐郭勒河）汇合处附近，海拔3832米，于2006年7月1日启用。附近建有三岔河大桥，是青藏铁路沿线最高的大桥。該站为青藏铁路的无人駐守车站，由青藏铁路集团公司營運。
车站设有2条股道，有效长度720米；到发线站房侧设旅客站台1座，长50米、宽4米。站场格尔木端设有安全线1条。未来本站到发线长度由720米延长至900米。